# ボギスラフ3世 (ポメラニア公)
ボギスラフ3世（ドイツ語：Bogislaw III., ? - 1223年）またはボグスワフ3世（ポーランド語：Bogusław III）は、ポメラニア公（在位：1190年 - 1223年）。ポメラニア公ボギスラフ2世と、グダニスク総督ムシチュイ1世とズヴィニスワヴァの娘ミロスワヴァの息子。

## 生涯
14世紀のスタロガルド系図によれば、ボギスラフ3世はボギスラフ2世の息子であり、バルニム1世の弟で、1223年に死去したという。死亡日と出自はカンツォフによるものであり、さらにボギスラフ3世がシュチェチンの聖ヤコブ教会に埋葬されることになっているとしている。
ボギスラフ3世の存在や、スワブノを統治していたグリフ家については議論の余地が残されている。スワブノ公ボギスラフに関しては、スカルニノとコスマチェヴォの村を聖ヨハネ騎士団に与えた1200年（日付については議論あり）の文書にも記載されている。1177年から1187年の間に「下ポメラニア」（つまり中央ポメラニア）を統治していたボギスラフについては、ヴィンツェンティ・カドゥウベックとヴィエルコポルスカ年代記によっても言及されている。
一部の歴史家は、スワブノ公ボギスラフ3世は実際にはボギスラフ1世またはボギスラフ2世と同一であるとしている。これに関しては、ラティボル1世とおそらくヴォルィーニ公ヤロスラフ・スヴャトポルコヴィチの娘プリブィスラヴァの子孫であるという資料も確認され（ラティボル系）、子供を持たずに亡くなったか、ラティボル2世とズヴィニスワヴァという2子がいたとされる。
歴史学においては、ボギスラフ3世は架空の人物であり、ポメラニアの年代記作者であるT. カンツォフにより創作されたという見解もある。